# Lorenz Diefenbach
Georg Anton Lorenz Diefenbach (19. července 1806 Ostheim, Hesensko – 28. března 1883 Darmstadt) byl německý knihovník, farář, germanista, lexikograf a spisovatel.
Byl členem berlínské Akademie věd a přátelil se s Jacobem Grimmem. Proslavil se zejména svým románem Arbeit macht frei vydaným roku 1873, jehož název byl později zneužit nacistickou ideologií.
- Seznam děl v Souborném katalogu ČR, jejichž autorem nebo tématem je Lorenz Diefenbach